# ClinicalTrials.gov
ClinicalTrials.gov est un registre d'essais cliniques en ligne tenu par l'United States National Library of Medicine au nom des National Institutes of Health (NIH), instituts de recherches médicales aux États-Unis. Au 28 décembre 2020, le registre se targue d'avoir publié des informations sur plus de 361 000 essais cliniques qui ont été menés dans 219 pays. En 2020, ce serait le plus grand registre de ce type par le nombre d'essais cliniques inscrits.